# St. Hedwig (Iserlohn)

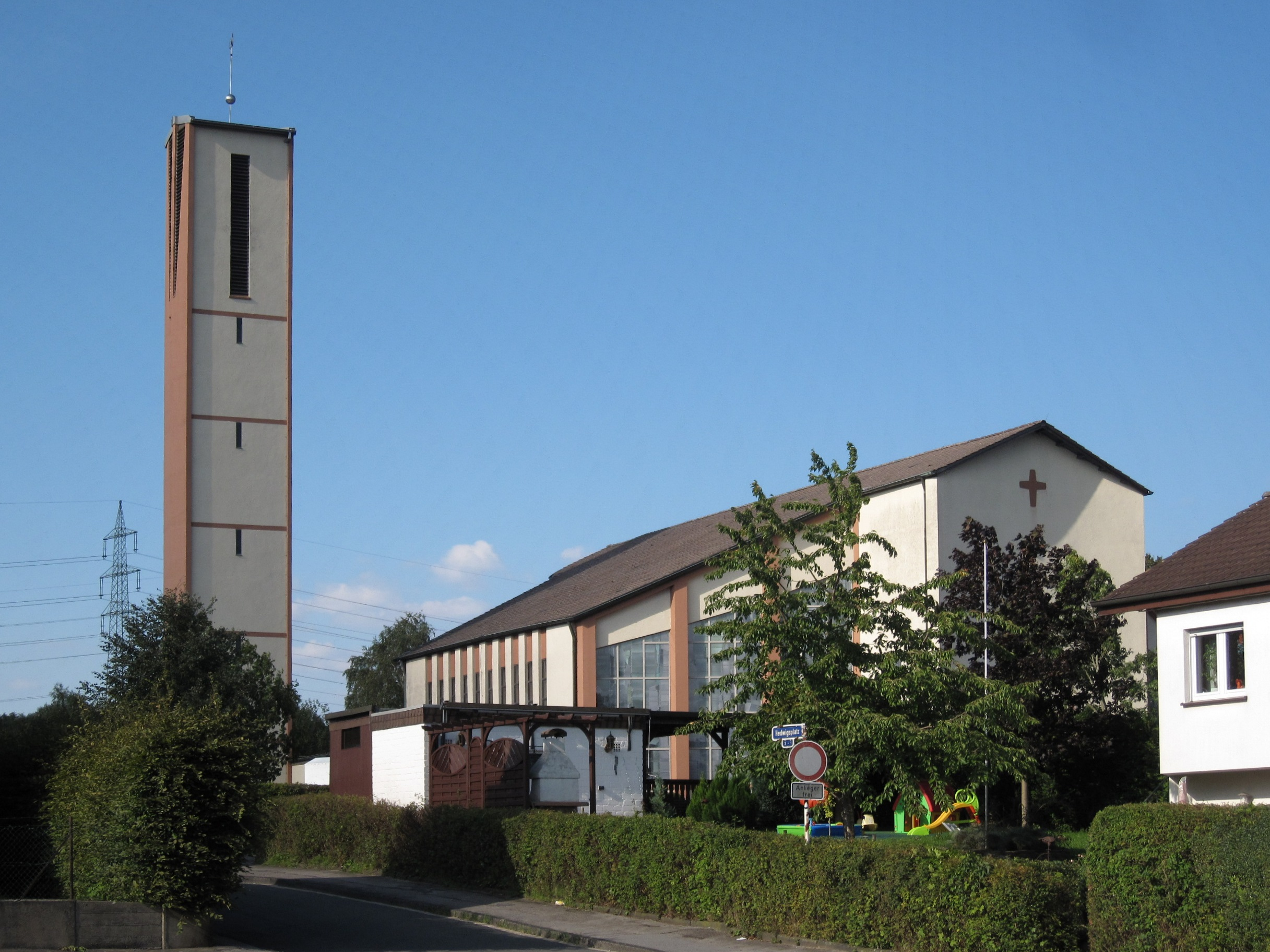
St. Hedwigkirche

Die römisch-katholische Kirche St. Hedwig ist ein Kirchengebäude im Iserlohner Stadtteil Nußberg im Märkischen Kreis in Nordrhein-Westfalen. Die Kirchengemeinde gehört zum Pastoralverbund Iserlohn im Dekanat Märkisches Sauerland des Erzbistums Paderborn.

## Geschichte und Architektur
Die Stadt Iserlohn hatte für den Bau einer Kirche mit Pfarrhaus und Kindergarten am 3. April 1959 ein 15.000 m² großes Grundstück erworben, da wegen der durch den Zweiten Weltkrieg ausgelösten Flüchtlingsströme die Zahl der Katholiken am Nußberg auf ca. 3000 Gläubige angestiegen war. Das Erzbistum Paderborn befürwortete 1960 die Errichtung des Kirchengebäudes. Nach Plänen der Mendener Architekten Franz und Karl-Heinz Vedder entstand ein Gotteshaus quer am Hang zum Schapker Tal hin. Gedanke dahinter war, dass die Kirche wie ein Schiff im Tal wirken sollte. Nordwestlich des Gebäudes wurde ein 33 Meter hoher Glockenturm errichtet. Dieser befindet sich ebenfalls am Talhang. Er beherbergt eine in Düsseldorf gegossene Glocke. Die Grundsteinweihe erfolgte am 16. Juni 1961. Die Kirche wurde am 23. Dezember 1962 im Auftrag des Erzbischofs von Paderborn durch Bischof Fürstenberg, der sich zu dieser Zeit in seiner Heimatstadt Iserlohn befand, feierlich konsekriert.
Der sechseckige Grundriss der Kirche wird durch eine herausgebaute querovale Nische für die Apsis und westlich, östlich und südlich angefügte Rechtecke aufgelockert. Über dem südlichen Eingang befindet sich eine schwach in den Raum hineinkragende Empore. Auf ihr fand eine Orgel aus der Werler Orgelbauwerkstatt Stockmann Platz. Das Instrument verfügt über 15 Register auf zwei Manualen und Pedal mit 1020 Pfeifen.
Gegenüberliegend, rechts und links der mittig zum Kirchenschiff befindlichen Apsis, ist die mit Naturklinker verkleidete Stirnwand durch sechs vertikale Betonpfeiler unterteilt. Ebenfalls rechts und links des Chorraumes, unterhalb der zur Raummitte ansteigenden zeltförmigen Holzdecke und oberhalb der Naturklinker verlaufen horizontal angelegte Oberlichter in Betonverglasung, die sich zum Altarraum hin verjüngen. Diese wurden von dem Krefelder Glasmaler Hubert Spierling entworfen. Er entwarf 1974 auch die ungegenständlichen Fenster an der westlichen und östlichen Seitenwand und den Schrägseiten westlich und östlich des Eingangsbereichs. Ausführendes Unternehmen für diese Fenster war die Glasmalerei Peters aus Paderborn. Die Farbfenster der Hedwigskapelle wurden 1977 ebenfalls von der Glasmalerei Peters, jedoch nach Entwürfen von Johannes Hohmann aus Menden (Sauerland), gefertigt. Von ihm stammen auch die Entwürfe für den Altar, das im Chor über dem Altar hängende Kreuz und das Lesepult. Das außergewöhnliche Hängekreuz aus Holz, das einen Christus zeigt, der nicht mehr am Kreuz hängt, sondern seine Arme vom Kreuz gelöst der Gemeinde entgegenstreckt, schnitzte der polnische Künstler Dudek. Diese eher seltene Christusdarstellung am Kreuz findet man mit dem „Schmerzensmannkreuz“ auch im Würzburger Neumünster.
Unter dem Altarraum befindet sich eine Krypta. Für deren Bau konnte das abfallende Gelände zum Schapker Tal hin genutzt werden.